# The Adventures of Little Penguin
The Adventures of Little Penguin est une série télévisée d’animation chinoise en 52 épisodes.
En France, la série est diffusée depuis 2023 sur Boomerang.